# Чунчжэнь
Чжу Юцзянь (2 октября 1611 — 25 апреля 1644, 朱由檢) — шестнадцатый и последний император династии Мин. Храмовое имя — Мин Сы-цзун (明思宗). Его девиз правления был Чунчжэнь, (崇禎, «возвышенное счастье»).

## Ранние годы
Чжу Юцзянь был пятым сыном императора Чжу Чанло от третьей жены Сяочунь. По этой причине он вырос в спокойной обстановке, вдали от интриг и борьбы за власть, которую вели старшие сыновья. В 1627 году 17-летний Чжу Юцзянь унаследовал престол после смерти своего старшего брата Чжу Юцзяо, не оставившего после себя сыновей, и первым делом казнил евнуха Вэй Чжунсянь и фаворитку Ке Ши, которые фактически правили страной в это время. Однако коренным образом изменить назревшую кризисную ситуацию в стране было уже трудно. Народные выступления против власти нарастали — в 1628 году началось новое большое восстание в провинции Шэньси. Впрочем, в 1638 году в битве при Тунгуане удалось уничтожить большую часть повстанцев.
Для преодоления внутренних проблем император Чжу Юцзянь решил отказаться от евнухов, а ориентироваться на реформаторов. На большинство ключевых постов были назначены представители партии Дунлинь. Однако действия самого Чжу Юцзяня в исправлении ситуации не всегда были последовательными. В конце концов правительство стало ареной борьбы различных придворных клик, что ослабляло центральную власть. К этому добавились голод, засуха, многочисленные нападения саранчи, ослабление экономической мощи государства. Эти обстоятельства стали основой для начала новой крестьянской войны под предводительством Ли Цзычэна в 1640 году.
Чжу Юцзянь старался править самостоятельно и делал все, что мог, для спасения династии. Но из-за массовой коррупции и отсутствия средств он не мог найти компетентных людей на министерские должности. Кроме того, он был излишне подозрителен в отношении подчинённых, и казнил генерала Юань Чунхуаня, который в 1630 фактически в одиночку удержал на севере маньчжуров.

## Внешняя политика
Одновременно усилилось давление маньчжуров — шла борьба за Корею, области современной Внутренней Монголии (победа маньчжуров в битве при Суншане). Усилились действия пиратов, что ухудшало состояние торговли. Способный военачальник У Саньгуй был переведен на северную границу. В дальнейшем в 1642 году на сторону Цин перешёл опытный генерал Хун Чэнчоу, победитель повстанцев в битве 1638 года. Всё это привело к новому наступлению маньчжурских войск на Китай.

## Восстания
В 1630-е годы в стране вспыхнуло несколько восстаний, в частности, восстание Ли Цзычэна в провинциях Шаньси и Шэньси. В целях защиты Пекина от восставших в 1638 году под Пекином была построена крепость Гунцзи (сейчас Ваньпин). В 1642 году восставшие захватили Кайфын и разбили императорскую армию под Кайфыном и Лояном.
В то же самое время армии Чжан Сяньчжуна заняли провинции Хунань, Хубэй и Сычуань. В 1643 году Чжан Сяньчжун провозгласил себя в Чэнду «Царём Великого Запада».

## Смерть
На 17-м году правления (1644) 400-тысячная повстанческая армия Ли Цзычэна осадила Пекин. В полдень 17 числа начался штурм. На следующий день Ли Цзычэн отправил императору послов, чтобы склонить его к капитуляции. Но император отклонил предложение и велел сражаться до последнего. Он тайно вывез из города сына-наследника, затем заставил императрицу покончить с собой, затем убил несколько своих наложниц и дочерей. Он лично стал созывать министров для обсуждения ситуации, но ни один из них не пришёл. В отчаянии император вышел из дворца через северные ворота и поднялся на гору Цзиншань. При нём остался только один слуга — Ван Чэн. Император порезал палец и кровью написал на обрывке одежды своё предсмертное послание. «Недостойный морально и физически, я позволил мятежникам осадить столицу. Я проклинаю только министров, которые довели меня до беды. Теперь я не смогу посмотреть в лицо моим предкам под землёй, итак, я снимаю императорский венец и закрываю лицо волосами. Я оставляю своё тело для унижений». После этого он повесился у подножия горы в Цзиншане.